# Eleição presidencial em Timor-Leste de 2002
A eleição presidencial timorense de 2002 foi realizada em volta única, em 14 de abril. Foi a primeira eleição presidencial do país após a independência. 
Apenas dois candidatos concorreram: Xanana Gusmão (independente, apoiado pelo Partido Democrático) e Francisco Xavier do Amaral.
O prestígio de Xanana Gusmão como um dos líderes da resistência timorense, durante a ocupação indonésia, facilmente o conduziram à vitória, tornando-se assim o primeiro presidente democraticamente eleito na história de Timor-Leste. Já Francisco Xavier do Amaral, o primeiro presidente do país em 1975 e líder da Associação Social Democrática Timorense, sempre reconheceu o favoritismo de Gusmão, mas decidiu concorrer para que o primeiro Presidente da República Democrática de Timor-Leste não fosse eleito sem oposição, demonstrando a força da democracia timorense.

## Candidatos
| Candidato                  | Partido | Partido                       | Cargo político anterior         | Detalhes |
| -------------------------- | ------- | ----------------------------- | ------------------------------- | --- |
| Xanana Gusmão              |         | Independente(Apoiado pelo PD) | Sem cargo político anterior     | Foi um dos principais ativistas pela independência de seu país. Após o Massacre de Santa Cruz, foi capturado e condenado a prisão perpétua. A sua libertação, no entanto, ocorreria em fins de 1999. Durante o cativeiro foi visitado por representantes das Nações Unidas e altos dignitários como Nelson Mandela. |
| Francisco Xavier do Amaral |         | ASDT                          | Presidente do Timor-Leste(1975) | Fundador e presidente da FRETILIN, Francisco Xavier do Amaral foi o primeiro presidente do país após a sua independência em 1975. No dia 7 de dezembro de 1975 da-se a invasão e anexação de Timor-Leste. Após isso, refugiou-se, foi capturado e preso.                                                            |

## Resultados
| Candidato(a)                            | Partido                                 | 1.ª volta | 1.ª volta |
| Candidato(a)                            | Partido                                 | Votos     | %         |
| --------------------------------------- | --------------------------------------- | --------- | --------- |
| Xanana Gusmão                           | Independente                            | 301 634   | 82,69%    |
| Francisco Xavier do Amaral              | ASDT                                    | 63 146    | 17,31%    |
| Total de votos válidos                  | Total de votos válidos                  | 364 780   | 96,36%    |
| Votos inválidos/em branco               | Votos inválidos/em branco               | 13 768    | 3,64%     |
| Total de votos                          | Total de votos                          | 378 548   | 100,00%   |
|                                         |                                         |           |           |
| Eleitores registados/afluência às urnas | Eleitores registados/afluência às urnas | 446 256   | 84,83%    |
| Fonte: IFES                             |                                         |           |           |